# Leucotmemis lemoulti
Leucotmemis lemoulti là một loài bướm đêm thuộc phân họ Arctiinae, họ Erebidae.